# Etrocorema
Etrocorema és un gènere d'insectes plecòpters pertanyent a la família dels pèrlids.

## Descripció
- Els adults són de grandària mitjana fins a gran, de color marró a marró fosc i llurs ales marrons amb la nervadura marró fosc.
- La femella presenta una placa subgenital que s'estén més enllà dels marges laterals de l'abdomen, una vagina membranosa i amb glàndules accessòries i una espermateca petita i bulbosa.
- La larva és gairebé sempre de color marró amb un subtil patró a la superfície dorsal i no té brànquies anals.
- L'ou és allargat, oval i amb orificis sèssils.[3]

## Hàbitat
En els seus estadis immadurs són aquàtics i viuen a l'aigua dolça, mentre que com a adults són terrestres i voladors.

## Distribució geogràfica
Es troba a Àsia: la Xina, Indoxina (Tailàndia) i Malèsia (Malàisia, Sumatra i Borneo), incloent-hi el riu Mekong.

## Taxonomia
- Etrocorema belumensis (Wan Nur Asiah & Che Salmah, 2009)
- Etrocorema hochii (Wu, C.F., 1938)
- Etrocorema nigrogeniculatum (Enderlein, 1909)[12][13][14][15]